# Oxya
Oxya är ett släkte av insekter. Oxya ingår i familjen gräshoppor.

## Dottertaxa tillOxya, i alfabetisk ordning[1]
- Oxya adentata
- Oxya agavisa
- Oxya anagavisa
- Oxya apicocingula
- Oxya bicingula
- Oxya bolaangensis
- Oxya brachyptera
- Oxya chinensis
- Oxya cyanipes
- Oxya cyanoptera
- Oxya dorsigera
- Oxya flavefemura
- Oxya fuscovittata
- Oxya glabra
- Oxya gorakhpurensis
- Oxya grandis
- Oxya guizhouensis
- Oxya hainanensis
- Oxya humeralis
- Oxya hyla
- Oxya japonica
- Oxya luteola
- Oxya manzhurica
- Oxya maoershanensis
- Oxya maritima
- Oxya minuta
- Oxya multidentata
- Oxya nakaii
- Oxya ningpoensis
- Oxya nitidula
- Oxya occidentalis
- Oxya octodentata
- Oxya ogasawaraensis
- Oxya oxyura
- Oxya prominenangula
- Oxya rammei
- Oxya rikuchuensis
- Oxya serrulata
- Oxya shanghaiensis
- Oxya sianensis
- Oxya squalida
- Oxya stresemanni
- Oxya termacingula
- Oxya tridentata
- Oxya unistrigata
- Oxya velox
- Oxya vicina
- Oxya yezoensis
- Oxya yunnana